# Saint George Gingerland
Saint George Gingerland é uma paróquia de São Cristóvão e Neves localizada na ilha de Neves. Sua capital é a cidade de Gingerland.